# Вест Перт (Онтарио)
Вест Перт (енгл. West Perth) (раније Борнхолм), је општина у Канади у покрајини Онтарио. Према резултатима пописа 2011. у општини је живело 8.919 становника.

## Становништво
Према резултатима пописа становништва из 2011. у граду је живело 8.919 становника, што је за 0,9% више у односу на попис из 2006. када је регистровано 8.839 житеља.
| 2006. | 2011. |
| ----- | ----- |
| 8.839 | 8.919 |